# Економіка Білоруської РСР
Економіка Білоруської РСР  — складова частина економіки СРСР, розташована на території Білоруської РСР. Становила єдиний Білоруський економічний район.

## Промисловість
Провідні галузі промисловості: 
- машинобудівна та металообробна
- легка
- харчова

Енергетика Білорусі базувалася на газі, нафті (мазуті), торфі, вугіллі. Видобувалася нафта та торф. Найбільші підприємства електроенергетики республіки: Лукомльськая ГРЕС, Березовська ГРЕС імені 50-річчя БРСР, Смолевіцька ГРЕС. Провідне місце за обсягом валової продукції займали машинобудування та металообробка, особливо авто- і тракторобудування (Мінськ, Жодино, Могильов) та верстатобудування (Мінськ, Вітебськ, Гомель, Пінськ, Орша, Молодечно). Були розвинені приладобудування, радіотехнічна, радіоелектронна (Мінськ, Вітебськ, Гомель, Мозир, Берестя, Ліда та інші) галузі промисловості. Підприємства цих галузей поставляли: електронно-обчислювальні машини, оптичні, електровимірювальні, регулюючі прилади, кіноапаратуру, телевізори, годинник та інше.
Хімічна та нафтохімічна промисловість спеціалізувалася на виробництві мінеральних добрив, шин, пластичних мас і синтетичних матеріалів, головним чином хімічних волокон (Свєтлогорськ, Могильов, Новополоцьк, Гродно, Гомель, Берестя тощо). Створено найбільше в СРСР виробництво калійних добрив на базі Старобінського родовища калійних солей. Нафтопереробка (Новополоцьк, Мозир). Розвивалася мікробіологічна промисловість (Новополоцьк, Мозир). Малося виробництво будівельних матеріалів та скляна промисловість (Гомель, Борисов та інші). Лісова та деревообробна галузі промисловості були представлені лісозаготівельними, лісопильними, меблевими підприємствами, виробництвом дерев'яних деталей буд, фанери, целюлозно-паперової, сірникової галузями (Бобруйськ, Мозир, Гомель, Могильов, Мінськ, Вітебськ, Пінськ). З галузей легкої промисловості виділялися текстильна (лляна  — Оршанський льонокомбінат, бавовняна  — Барановичський бавовняний комбінат), трикотажна, шкіряно-взуттєва галузі. Значною була харчова промисловість (м'ясна, маслосироробна, борошномельно-круп'яна, консервна, крохмале-патокова та інші).

### Військово-промисловий комплекс
- З 1957 по 1962 роки об'єм військового виробництва збільшився у 12 разів.

## Сільське господарство
У 1986 році у республіці налічувалося 913 радгоспів, 1675 колгоспів. Сільськогосподарські угіддя становили 9,5 млн га, з них: 
- рілля — 6,2 млн га,

Площа зрошуваних земель — 1,33 млн га (1986).
Основні сільськогосподарські культури (валовий збір у 1985 році, млн т): зернові (7,041; жито, пшениця тощо), картопля (13,414), льоноволокно (0,095), цукровий буряк (1,612). Плодівництво та овочівництво. Вирощувалися кормові культури (багаторічні та однорічні трави, кукурудза, кормові коренеплоди). Більш ½ валової продукції сільського господарства припадало на тваринництво, головним чином молочно-м'ясне скотарство. Поголів'я (на 1987 рік, в млн голів) : велика рогата худоба  — 7,5, свиней  — 5,1.
- Середня врожайність зернових по Білорусі становила у 1960 8,7 центнера з гектара.

## Транспорт
Основний вид транспорту — залізничний. Експлуатаційна довжина (на 1986):
- залізниць — 5,54 тис. км,
- автодоріг — 44,4 тис. км (в тому числі з твердим покриттям — 40,8 тис. км).

Розвинений трубопровідний транспорт. Судноплавство по Прип'яті, Дніпровсько-Бузькому каналу, Дніпру, Сожу, Березині, Західній Двіні, Німану.